# Рдово
Рдово је насеље у Србији у општини Владичин Хан у Пчињском округу. Према попису из 2022. било је 37 становника (према попису из 2011. било је 80 становника).

## Положај и тип
Ово планинско село са својим пространим атаром заузима висок гребен између долина Радовске и Зебинске Реке (на карти: Летовишка Р.), левих притока Ј. Мораве. Околна насеља су Зебинце, Кукавица (околина Вл. Хана) и друга. Становници се водом снабдевају са извора и из неколико бунара (у Д. Махали). Поједини крајеви атара имају ове називе: Тумба, Ваљовска Чука, Влаиња (1451), Венци, Преслап, Чука, Попов Дуб, Ајкова Чука, Селиште, Старо Село, Гредак, Кућиште, Пискавица, Бачкало, Мечкара, Крушка, Ћупачки Рид.
Рдово има веома разбијен тип. Постоје махале и поједине усамљене куће. Махале се зову: Горња, Доња, Старо Село и Шопови. Махала Старо Село обилује добром водом, док Доња Махала у томе оскудева. Укупно насеље броји 59 домова (1959. г.).

## Старине и прошлост
Општа је традиција, да је некада овај крај лево од J. Мораве на планини Кукавици и око ње био насељен стрим становницима „од православне српске вере" . Иза тога, због неких догађаја, а поједини сељаци кажу због чуме ("од помора"), настао је „ Пустосел". Тада једино није настрадало село Костомлатица у суседној околини Вл. Хана.
У Рдову постоји потес Старо Село. Тако се зове и једна махала која се данас налази тамо. У Старом Селу је и место Задине. Садашњи сељаци сматрају, да је на Старом Селу било кућa „од предњег српског народа“
После поменутог „пустосела" почела су да се оснивају нова насеља. Рдово је основано у другој половини XVIII века. Први досељеник био је неки Деда Станко. Од њега се намножио род Деда Станкови или Гирци. Зато за њих неки кажу да су „староседеоци". Ускоро после њих је дошао предак данашњег рода Деда Илијини. Касније су се населили и преци осталих родова.
Сеоска слава у Рдову је Спасовдан.
У народу се гoвopи, да је некада планина изнад села Рдова била под боровом шумом. У долинама потока сада се налазе затрпана борова стабла. Марко Марковић из овог села на месту Стругари ископао је у наносу једно борово стабло и од њеrа изрезао даске. Друго борово стабло, потпуно угљенисано, пронађено је у махали Старо Село код места Задине. На поменутој планини сада нигде не расте борова шума.
На планини Кукавици, око врха Влаиња, до балканског рата лети су пасли oвцe и коње сточари у народу запамћени као Ашани. Један такав Ашан последњи пут појавио се са стоком око 1920. г.
У Рдову и суседном селу Зебинцу даље од кућа подигнуте су сточарске зграде („трла"). У њима сељаци скупљају сламу, шуму и сено. Од вршидбе и косидбе и целе зиме до Благовести у трлима је стока. Отада па до бербе усева и ceнa стока борави на другим местима атара где нема њива и ливада. 36or сточарских зграда ова села изгледају као велика насеља.

## Демографија
У насељу Рдово живи 127 пунолетних становника, а просечна старост становништва износи 51,8 година (50,5 код мушкараца и 53,1 код жена). У насељу има 62 домаћинства, а просечан број чланова по домаћинству је 2,19.
Ово насеље је великим делом насељено Србима (према попису из 2002. године), а у последња три пописа, примећен је пад у броју становника.
|  |

| Демографија | Демографија | Демографија |
| Година      | Становника  | Становника  |
| ----------- | ----------- | ----------- |
| 1948.       | 390         |             |
| 1953.       | 402         |             |
| 1961.       | 359         |             |
| 1971.       | 314         |             |
| 1981.       | 253         |             |
| 1991.       | 162         | 162         |
| 2002.       | 136         | 137         |
| 2011.       | 80          |             |
| 2022.       | 37          |             |

| Етнички састав према попису из 2002.‍ | Етнички састав према попису из 2002.‍ | Етнички састав према попису из 2002.‍ | Етнички састав према попису из 2002.‍ | Етнички састав према попису из 2002.‍ |
| ------------------------------------ | ------------------------------------ | ------------------------------------ | ------------------------------------ | ------------------------------------ |
|                                      |                                      |                                      |                                      |                                      |
| Срби                                 | Срби                                 |                                      | 134                                  | 98,52%                               |
| непознато                            | непознато                            |                                      | 0                                    | 0,0%                                 |

| Година пописа     | 1948. | 1953. | 1961. | 1971. | 1981. | 1991. | 2002. |
| ----------------- | ----- | ----- | ----- | ----- | ----- | ----- | ----- |
| Број домаћинстава | 65    | 62    | 68    | 67    | 63    | 54    | 62    |

| Број чланова      | 1  | 2  | 3 | 4 | 5 | 6 | 7 | 8 | 9 | 10 и више | Просек |
| ----------------- | -- | -- | - | - | - | - | - | - | - | --------- | ------ |
| Број домаћинстава | 17 | 29 | 6 | 7 | 3 | 0 | 0 | 0 | 0 | 0         | 2,19   |

| Пол    | Укупно | Неожењен/Неудата | Ожењен/Удата | Удовац/Удовица | Разведен/Разведена | Непознато |
| ------ | ------ | ---------------- | ------------ | -------------- | ------------------ | --------- |
| Мушки  | 66     | 18               | 41           | 7              | 0                  | 0         |
| Женски | 63     | 8                | 38           | 17             | 0                  | 0         |
| УКУПНО | 129    | 26               | 79           | 24             | 0                  | 0         |

| Пол    | Укупно                    | Пољопривреда, лов и шумарство | Рибарство                            | Вађење руде и камена | Прерађивачка индустрија       |
| ------ | ------------------------- | ----------------------------- | ------------------------------------ | -------------------- | ----------------------------- |
| Мушки  | 32                        | 16                            | 0                                    | 0                    | 10                            |
| Женски | 9                         | 8                             | 0                                    | 0                    | 1                             |
| УКУПНО | 41                        | 24                            | 0                                    | 0                    | 11                            |
| Пол    | Производња и снабдевање   | Грађевинарство                | Трговина                             | Хотели и ресторани   | Саобраћај, складиштење и везе |
| Мушки  | 0                         | 3                             | 0                                    | 0                    | 0                             |
| Женски | 0                         | 0                             | 0                                    | 0                    | 0                             |
| УКУПНО | 0                         | 3                             | 0                                    | 0                    | 0                             |
| Пол    | Финансијско посредовање   | Некретнине                    | Државна управа и одбрана             | Образовање           | Здравствени и социјални рад   |
| Мушки  | 0                         | 0                             | 1                                    | 0                    | 0                             |
| Женски | 0                         | 0                             | 0                                    | 0                    | 0                             |
| УКУПНО | 0                         | 0                             | 1                                    | 0                    | 0                             |
| Пол    | Остале услужне активности | Приватна домаћинства          | Екстериторијалне организације и тела | Непознато            | Непознато                     |
| Мушки  | 1                         | 0                             | 0                                    | 1                    | 1                             |
| Женски | 0                         | 0                             | 0                                    | 0                    | 0                             |
| УКУПНО | 1                         | 0                             | 0                                    | 1                    | 1                             |